# Abdullah Koni
Abdullah Obaid Koni (arab.: عبد الله كوني, ur. 19 lipca 1979) – katarski piłkarz, senegalskiego pochodzenia, występujący na pozycji obrońcy w klubie Al-Sadd.

## Kariera piłkarska
Abdullah Koni od początku swojej kariery występuje w drużynie Al-Sadd, grającej w Q-League. W tym czasie zdołał z nią wywalczyć najważniejsze trofea, takie jak: Arabska Liga Mistrzów, 4-krotne mistrzostwo kraju, 5-krotnie Puchar Emira Kataru i Puchar Jej Królewskiej Mości oraz 3-krotnie Puchar Szejka Jassema.
Koni jest także wielokrotnym reprezentantem Kataru. W drużynie narodowej znalazł się już w 1997 roku, jednak oficjalnie zadebiutował 6 lat później. Do tej pory strzelił 3 bramki. Został również powołany na Puchar Azji 2007, gdzie jego drużyna zajęła ostatnie miejsce w grupie. On sam wystąpił we wszystkich meczach tej fazy rozgrywek: z Japonią (1:1), Wietnamem (1:1) i Zjednoczonymi Emiratami Arabskimi (1:2). W dwóch ostatnich pojedynkach został ukarany żółtą kartką.

## Sukcesy

### Al-Sadd
- Zwycięstwo
  - Arabska Liga Mistrzów: 2001
  - Q-League: 2000, 2004, 2006, 2007
  - Puchar Emira Kataru: 2000, 2001, 2003, 2005, 2007
  - Puchar Jej Królewskiej Mości: 1998, 2003, 2006, 2007, 2008
  - Puchar Szejka Jassema: 1997, 1999, 2006
- Drugie Miejsce
  - Q-League: 2003, 2008, 2009
  - Puchar Emira Kataru: 2002
  - Puchar Jej Królewskiej Mości: 2004